# 2-naftol

2-naftol

2-Naftol, též β-naftol (systematický název naftalen-2-ol, chemický vzorec C10H7OH), je aromatická organická sloučenina, vyskytující se za normálních podmínek jako bezbarvá krystalická pevná látka. Je izomerem 1-naftolu, liší se polohou hydroxylové skupiny na molekule naftalenu. Naftoly jsou naftalenové homology fenolu s tím, že hydroxylová skupina je zde mnohem reaktivnější než u fenolů. Oba izomery jsou rozpustné v jednoduchých alkoholech, etherech a chloroformu. Lze je používat k výrobě barviv a v organické syntéze. Příkladem je reakce, kdy z 2-naftolu vzniká BINOL.